# Amor és tot el que necessites
Amor és tot el que necessites (títol original en danès, Den skaldede frisør) és una comèdia romàntica de coproducció europea de 2012 dirigida per la cineasta danesa Susanne Bier i protagonitzada per Pierce Brosnan i Trine Dyrholm.
La pel·lícula es va estrenar el 2 de setembre de 2012 al Festival Internacional de Cinema de Venècia i va guanyar el Premi del Cinema Europeu a la millor pel·lícula còmica d'aquell any. Ha estat doblada al català.

## Argument
En Phillip i l'Ida són dues persones d'edat madura que arrosseguen un passat difícil. Ell és un empresari anglès resident a Dinamarca que porta una vida amargada i dedicada al treball des de la mort de la seva esposa. Ella, per la seva banda, és una perruquera danesa que intenta recuperar-se d'un tractament de quimioteràpia i de la infidelitat del seu marit per una noia més jove. El destí fa que els dos es coneguin de camí cap a Itàlia a on es casaran en Patrick i l'Astrid, els seus respectius fills.

## Repartiment
| Intèrpret           | Personatge |
| ------------------- | ---------- |
| Pierce Brosnan      | Philip     |
| Trine Dyrholm       | Ida        |
| Sebastian Jessen    | Patrick    |
| Molly Blixt Egelind | Astrid     |
| Paprika Steen       | Benedikte  |

## Rodatge
La filmació principal de la cinta va començar el maig de 2011 i es va desenvolupar a Copenhaguen (Dinamarca) i a Itàlia, a les ciutats de Sorrento, Nàpols i Sant'Angelo.

## Premis i nominacions
La pel·lícula va competir en alguns festivals de cinema entre els quals destaquen:
Premis
- 2013: Premi del Cinema Europeu a la millor pel·lícula còmica europea

Nominacions
- 2013: Premi del Cinema Europeu al Premi del Públic